# Białobrzegi
Białobrzegi (někdy též hovorově Białobrzegi Radomskie nebo Białobrzegi nad Pilicą) je okresní město v Polsku v Mazovském vojvodství. Nachází se na řece Pilica, na rozhraní Białobrzeské doliny a Radomské planiny, asi 30 km severozápadně od Radomi. Etnograficky město náleží do Radomské oblasti. V roce 2022 zde žilo 6 530 obyvatel.
Město je sídlem úřadů okresu Białobrzegi a římskokatolické farnosti Nejsvětější Trojice, považováno je za turistické a rekreační středisko s malým průmyslem (zejména dřevozpracujícím).

## Historie

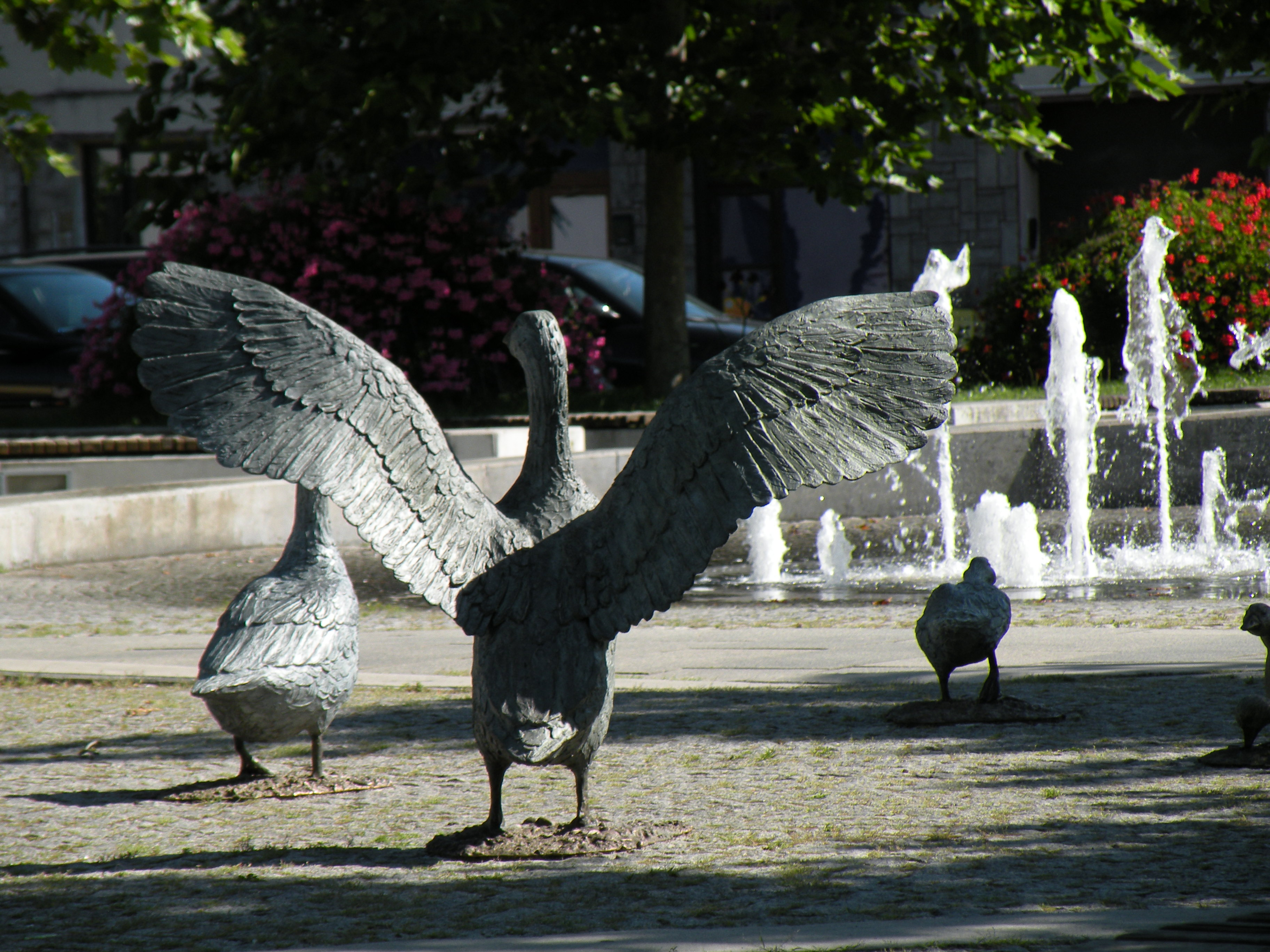
Hejno bílých hus na náměstí, symbolizující původ názvu města.

Historie města se datuje do roku 1540, kdy mu král Zikmund I. Starý udělil městská práva. Od 14. století náleželo město s celou oblastí Zapilicze k Mazovsku jako dar Kazimíra Velikého vévodovi Siemowitovi III. Dalšími majiteli města (od 2. poloviny 17. století Białobrzegi) byly rodiny Boglewských, Boských, Stokowských, Kuroszkých a Wodzyńských.
Během prvních tří set let své existence byly Białobrzegi malým městem, jehož obyvatelstvo se zabývalo převážně obchodem a zemědělstvím. Během lednového povstání působilo ve městě a okolí několik povstaleckých jednotek. 1. ledna 1870 se Białobrzegi stalo městečkem. V roce 1910 město zničil požár, který město vážně poškodil (zničeno bylo např. na 100 židovských domů), další poškození způsobila První světová válka. Po válce se místo nadále rozvíjelo pomalu, ačkoliv probíhal pozvolný nárůst počtu obyvatel.
Od počátku 19. století se počet obyvatel města začal pomalu rozrůstat. Nárůst úzce souvisel s výstavbou a provozem silničních tahů na Varšavu a Krakov.
Už v první polovině roku 1936 docházelo ve městě k antisemitským excesům. Samotné období 2. světové války již v září 1939 přineslo místním obyvatelům deportace do táborů a vraždění civilistů a vojáků. Do místního ghetta vytvořeném v roce 1941 Němci umístili na 4000 Židů z města a okolních obcí (Grójec, Nowe Miasto, Przytyk). Ghetto bylo zlikvidováno v říjnu 1942 a jeho obyvatelé transportováni do vyhlazovacího tábora v Treblince.
16. ledna 1945 vstoupila do města Rudá armáda, čímž ve městě končí období německé okupace. V roce 1958 získalo město jako sídlo tehdy nově založeného okresu Białobrzegi zpět svá městská práva. Ještě jednou bylo následně povýšeno 1. ledna 1999.

### Historie Židů ve městě
Židé do Białobrzeg přišli ve druhé polovině 18. století. V roce 1821 žilo ve městě 138 Židů z celkových 505 obyvatel. V roce 1827 jich bylo 332 a v roce 1862 549 (celkem 58,9 % populace). Roku 1861 byla založena místní židovská obec, dříve židovské obyvatelstvo patřilo k náboženské obci ve městě Przytyk. V této době byla také postavena dřevěná synagoga, která však vyhořela roku 1867, a založen hřbitov.
První pobočka židovské strany byla ve městě založena až v roce 1939. Jednalo se o Všežidovský svaz dělnických svazů v Polsku s asi 30 členy. Jednotku vedli Szlama Szwarckopf a Yorki Forman. Právě ten byl vůdcem místního „Cukunftu“, mládežnického křídla strany. Dlouho dobu ve městě působily ilegální buňky komunistické strany, vedené Mendelem Rajchamem a Chaimem Goldwaserem. Místním rabínem po celé válečné období byl Szaja Rajewski.
V roce 1932 patřilo z 228 řemeslných dílen téměř 101 Židům. Téměř všechna krejčovství byly v této době židovským majetkem. Na pravidelném středečním trhu k této komunitě patřívala většina prodejců. Většina Židů z Białobrzeg však patřila k chudým, zabývali se drobnými řemesly a podomním obchodem. Významným počinem Židů však bylo zahájení provozu autobusové linky Radom - Białobrzegi - Varšava ve 2. polovině 20. století, na kterém se podíleli Nusym Rozenberg a Abram Grunbaum.
Po německé okupaci byli Židé nuceni odklízet sníh ze silnic, stavět mosty a pracovat na místních statcích a elektrárnách okresu Radomsko-Kielce. V dubnu a květnu 1941 zde nacisté založili otevřené ghetto. V lednu 1942 bylo ghetto uzavřeno a opuštění jeho prostor se trestalo smrtí. Definitivní likvidace proběhla v září 1942. Po výběru asi 100 mladých mužů byl zbytek obyvatel ghetta (asi 3 500) hnán pěšky směrem na nádraží v Dobieszyně. Ti Židé, kteří nemohli jít, či zdržovali pochod, byli Němci po cestě zabiti. Na nádraží v Dobieszyně byli Židé naloženi na dobytčí vagony a převezeni do tábora v Treblince.
Asi 200 Židů, někteří již dříve vybraní a ti, kteří v oblasti pracovali, bylo po likvidaci ghetta nuceno k dalším otrockým pracím pro okupanty. V prosinci 1942 byli transportováni do muniční továrny ve Skarżysku-Kamienně a poté do koncentračních táborů v Čenstochové a Osvětimi. Málokomu se však podařilo přežít do osvobození táborů.

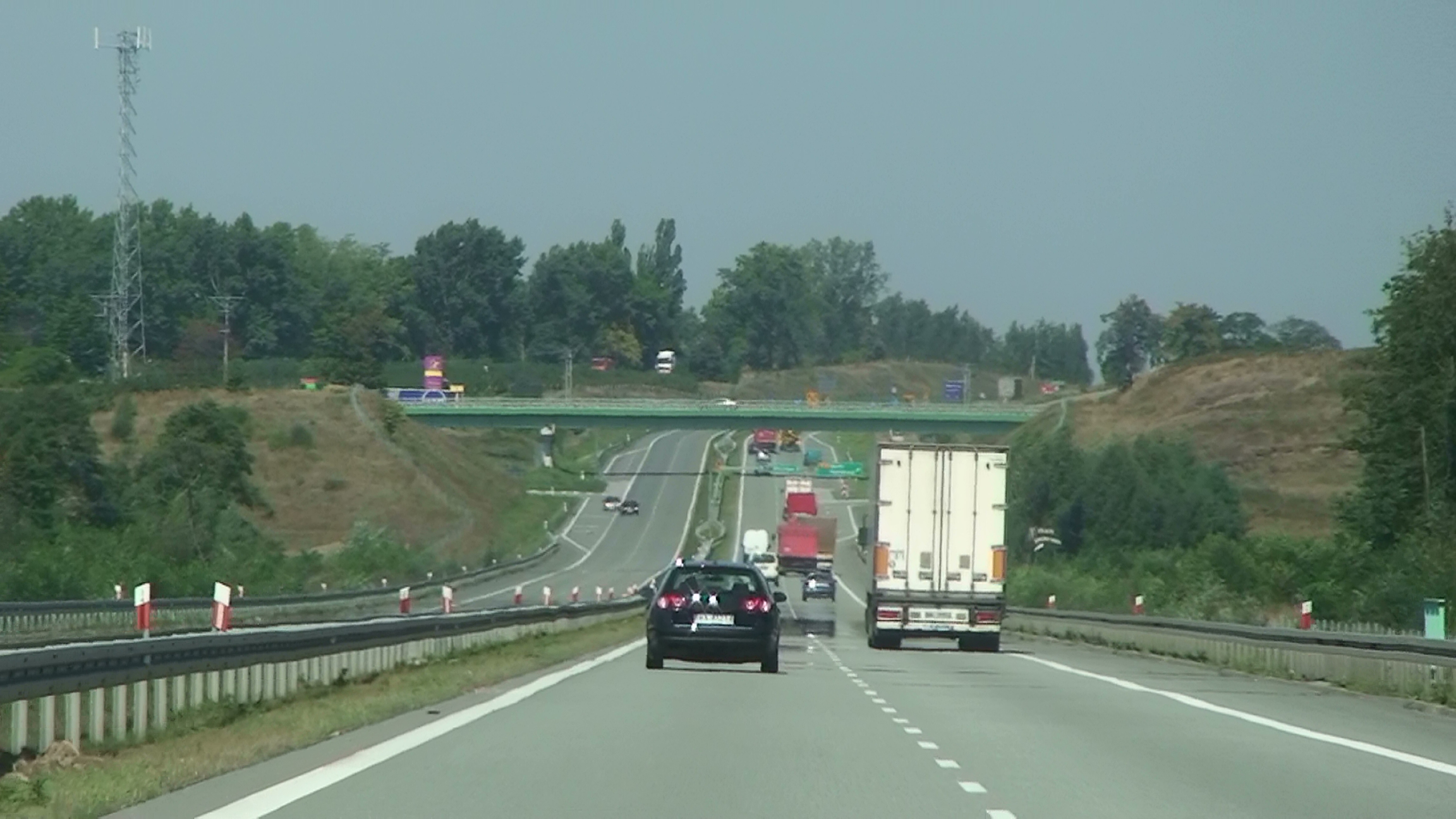
Obchvat města na silnici S7

## Doprava
Město je jedním z dopravních uzlů jižní části Mazovského vojvodství, protínají se zde silnice:
- Státní silnice č. 7/rychlostní silnice S7: Gdaňsk – Varšava – Białobrzegi (městský okruh) – Radom – Skarżysko-Kamienna – Kielce – Kraków
- Státní silnice č. 48: Tomaszów Mazowiecki – Wyśmierzyce – Białobrzegi – Kozienice – Kock

Do města není zavedena železniční trať, nejbližší stanicí je zhruba 18 kilometrů vzdálené nádraží v Dobieszyně. V provozu je však autobusová doprava – z místního autobusového nádraží odjíždí několik příměstských linek.

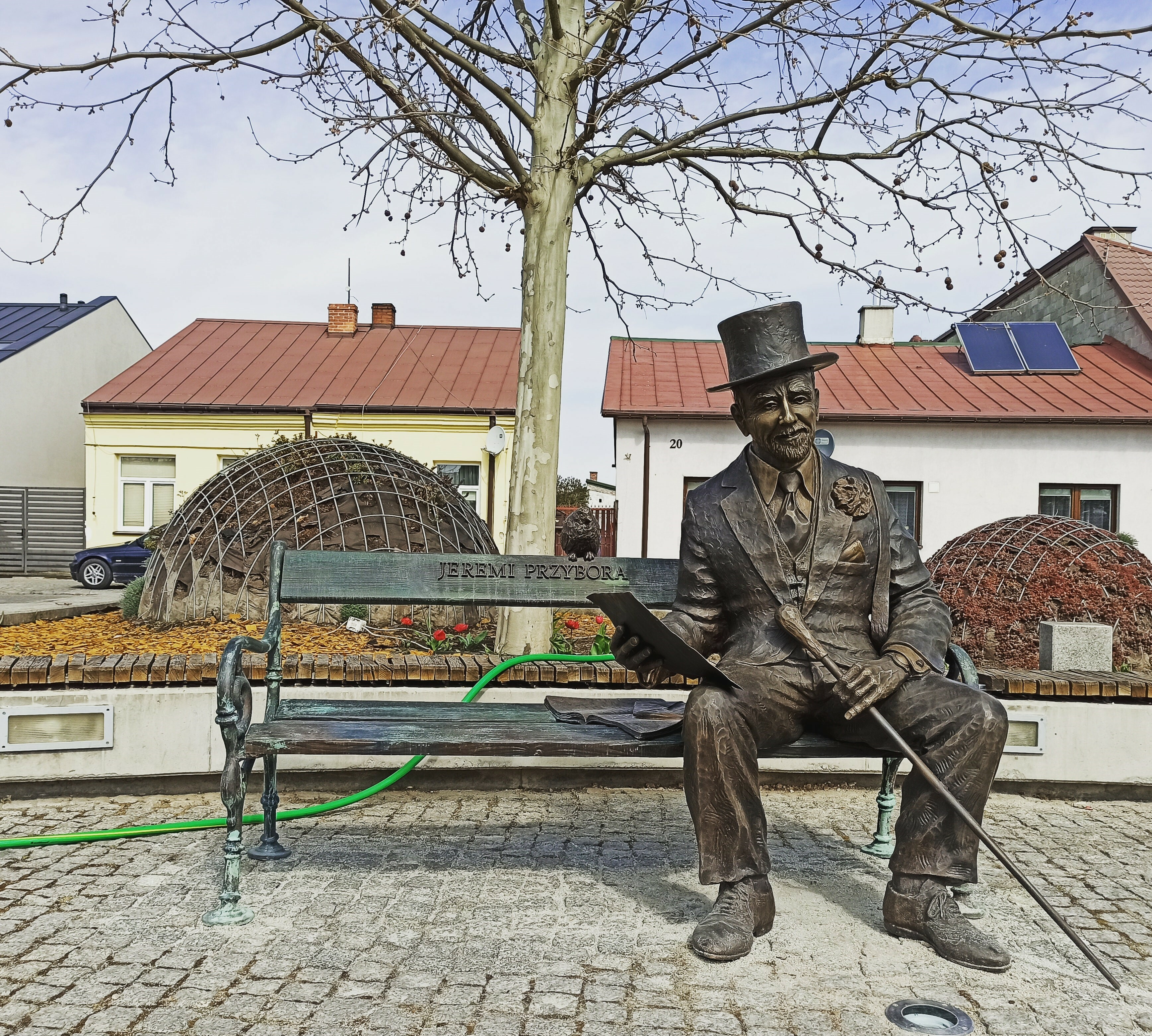
Lavička Jeremiho Przybory

## Památky
- Farní kostel Nejsvětější Trojice z let 1932–1935, dle návrhu Stefana Szyllera[4]
- Plastika Panny Marie u kostela z konce 19. století
- Kostelní brána u římskokatolického hřbitova z počátku 20. století
- Lavička polského spisovatele Jeremiho Przybory

## Náboženské komunity
- Římskokatolická církev – farnost Nejsvětější Trojice (kostel Nejsvětější Trojice), konají se zde i mše v ukrajinštině[5]
- Svědkové Jehovovi – se sídlem na ul. Żeromskiego 81[6]

## Partnerská města
- Allennes-les-Marais, Francie
- Rava-Ruska, Ukrajina